# Raíz cuadrada de tres

La raíz cuadrada de 3 es igual a la longitud a través de los lados planos de un hexágono regular con los lados de la longitud 1.

La raíz cuadrada de tres es un número real positivo que cuando es multiplicado por sí mismo da el número tres. Se denota por √3.
Su valor numérico por truncamiento con diez cifras decimales es de 1,73205080757 (secuencia n.º A002194 del OEIS).
{\displaystyle y={\sqrt {3}},\qquad y=3^{\frac {1}{2}}} dos notaciones para el mismo número irracional que representa la altura de un triángulo equilátero de lado 2
La raíz cuadrada de 3 es un número irracional. También se conoce como constante de Teodoro nombrada en honor de Teodoro de Cirene.

## Geometría
Si un triángulo equilátero con los lados de longitud 2 se corta en dos partes iguales, mediante la bisectriz de un ángulo interno se forma en el lado bisecado,  un ángulo recto con un lado. El ángulo recto conforma un triángulo rectángulo de  hipotenusa con  longitud 2 y los catetos, uno de longitud 1 y otro, de {\displaystyle {\sqrt {3}}}. En consecuencia, el valor de tan60º es igual a {\displaystyle {\sqrt {3}}}.
Esto es la distancia entre los lados planos opuestos de un hexágono regular con los lados de la longitud 1.
La raíz cuadrada de 3 también es igual a la diagonal de un cubo cuyos lados tengan todos como medida 1, esto puede ser demostrado por el teorema de Pitágoras de la siguiente forma:
Ya que las caras que forman el cubo tienen también medida 1 podemos demostrar que la diagonal de cualquiera de sus caras mide la raíz cuadrada de 2 así:
{\displaystyle 1^{2}+1^{2}=x^{2}\,\!};
{\displaystyle x={\sqrt {2}}}
Ahora construyendo un rectángulo cuya superficie abarque todo el paso de la diagonal del cubo, ese rectángulo tendría unos lados cuyas medidas serían {\displaystyle {\sqrt {2}}} y 1, siendo la diagonal de este rectángulo la diagonal del cubo, por lo que al calcular esa diagonal vemos que:
{\displaystyle 1^{2}+({\sqrt {2}})^{2}=x^{2}};
{\displaystyle x={\sqrt {3}}}
Quedando demostrado que la diagonal de un cubo cuyos lados tengan como medida uno es igual a la raíz cuadrada de 3.

## Álgebra
El número real {\displaystyle {\sqrt {3}}} es una de la raíces de la ecuación de segundo grado {\displaystyle x^{2}=3}. Por lo tanto es un número  algebraico de segundo grado.
- {\displaystyle {\sqrt {3}}} es la mayor de las raíces reales de la ecuación trinomia de cuarto grado {\displaystyle x^{4}-5x^{2}+6=0}

Interviene en la forma cuadrática {\displaystyle m+n{\sqrt {3}}} donde {\displaystyle m,n} son números racionales. Su norma es {\displaystyle N=m^{2}-3n^{2}}.
Su irracionalidad se prueba asumiendo que es un número racional; esto es que existe un racional {\displaystyle {\frac {r}{s}}}, que cumple la ecuación {\displaystyle {\frac {r}{s}}={\sqrt {3}}}; supuesto que lleva a una contradicción.
La demostración es la siguiente:
1. Se asume que: {\displaystyle \scriptstyle {\sqrt {3}}} es un número racional, con ello se sabe que existen dos números enteros a y b tal que se satisfaga que la fracción a / b —{\displaystyle \scriptstyle {\sqrt {3}}}.
2. Entonces {\displaystyle \scriptstyle {\sqrt {3}}} puede ser escrito como una fracción irreducible (la fracción es reducida tanto como sea posible) a / b tal que a y b son números primos entre sí y (a / b)² = 3.
3. Se sigue que a² / b² = 3 y a² = 3 b².
4. Por lo tanto a² es múltiplo de 3 debido a que es igual a 3 b² lo cual es obvio.
5. Se sigue que a debe ser también múltiplo de 3.
6. Debido a que a es múltiplo de 3, entonces existe un número entero k tal que satisface: a = 3k.
7. Insertamos el resultado en la última ecuación de (6): 3b² = (3k)² equivale a 3b² = 9k² que equivale a b² = 3k².
8. Como 3k² es múltiplo de 3 se deduce  que b² lo es también, y por tanto que b es múltiplo de 3.
9. Pero que (4) y (8) a y b sean ambos múltiplos del mismo número contradice que a / b es irreducible tal y como se afirmó en (2).

Se ha encontrado una contradicción al asumir en (1) que {\displaystyle \scriptstyle {\sqrt {3}}} es un número racional, luego esta afirmación es falsa. Se demuestra entonces lo contrario: {\displaystyle \scriptstyle {\sqrt {3}}} es irracional.

## Trigonometría
De modo natural, surge la raíz cuadrada de tres en el cálculo del seno de 60° y complementariamente en el del coseno de 30°. También usando la circunferencia goniométrica, aparece la raíz de tres al definir el seno y coseno de 120° y 240°, Luego en el plano complejo, las raíces cúbicas complejas de 1, conllevan la raíz cuadrada de tres.
El seno de 15º vale {\displaystyle {\frac {1}{2}}\times {\sqrt {2-{\sqrt {3}}}}}
El coseno de 15º vale {\displaystyle {\frac {1}{2}}\times {\sqrt {2+{\sqrt {3}}}}}

## Topología
(1)Si  H = {m : m está en ℚ_0  , y  m2 ≤ 3} es el conjunto de todos los números racionales anegativos cuyos cuadrados son menores que 3, entonces el conjunto de sus puntos de acumulación es el intervalo cerrado {\displaystyle [0,{\sqrt {3}}]}.